# Calvarrasa de Abajo (kommunhuvudort)
Calvarrasa de Abajo är en kommunhuvudort i Spanien. Den ligger i provinsen Provincia de Salamanca och regionen Kastilien och Leon, i den centrala delen av landet, 170 km väster om huvudstaden Madrid. Calvarrasa de Abajo ligger 800 meter över havet och antalet invånare är 1 003.
Terrängen runt Calvarrasa de Abajo är platt. Runt Calvarrasa de Abajo är det ganska tätbefolkat, med 72 invånare per kvadratkilometer. Närmaste större samhälle är Salamanca, 9,7 km väster om Calvarrasa de Abajo. Trakten runt Calvarrasa de Abajo består till största delen av jordbruksmark.